# Butokukai Canada

Kokusai Butokukai / Butokukai Canada

Der Butokukai Canada (jap. 加拿大的武徳会) ist ein 2006 gegründeter, kanadischer Kampfkunstverband zur Förderung der Kampfkunst des Shorinji ryu (Karate, Kobudo, Tai Chi) des Stilbegründers Großmeister Richard Kim (* 1917; † 2001), Hanshi, 10. Dan.
Der Verband ist Mitglied des Kokusai Butokukai.

## Verbandszweck
Der Zweck des Verbandes ist die Förderung der traditionellen Kampfkünste Shorinji Ryu, bestehend aus dem Karate Do, Okinawa Kobudo, Tai Chi, sowie Chi Kung.

## Namensbedeutung
Butokukai (武徳会 Kampfkunstverband), Canada (加拿大的)
- Bu (武 Krieger, Waffen)
- Toku (徳 Tugend, Moral)
- Kai (会 Verband)

## Geschichte
Der Name Butokukai geht zurück auf die Dai Nippon Butokukai (DNBK) die 1895 in Kyōto, Japan, mit offizieller Zustimmung des Kaiserhauses gegründet wurde. Großmeister Richard Kim wurde im Jahr 1939 Mitglied der DNBK. Nach dem Zweiten Weltkrieg wurde die DNBK auf Drängen der Alliierten aufgelöst, da die Nähe zum paramilitärischen und ultranationalistischen Black Dragon Society (Armur-Bund), kein Wohlwollen fand.
Nach der Unterzeichnung des Friedensvertrages zwischen den USA und Japan wurde die DNBK als private Budo-Organisation im Jahre 1953 unter dem Vorsitz von Ōno Kumao wiederbelebt. Als enger Freund von Ōno Kumao wurde Richard Kim gebeten, die DNBK außerhalb Japans zu vertreten. Dies war 1959 in San Francisco die Grundsteinlegung für die Zen Bei Butoku Kai (Great American Martial Arts Association).
Die wachsenden internationale Beziehungen jenseits der USA zu Frankreich, Finland und Deutschland erforderte die Gründung eines internationalen Kampfkunstverbandes. So entstand im Jahr 1976 die Organisation Butokukai International unter der Leitung von Richard Kim. Nach 60 Jahren verließ Großmeister Richard Kim 1999 die DNBK aufgrund von innenpolitischen Differenzen. Nach dem Tod von Richard Kim wurde der Butokukai International 2001 aufgelöst.
Im Jahre 2006 wurde unter der Leitung der Technischen Direktoren Jean Chalamon (Butokukai Europe) und Rod Sanford (Zen Bei Butoku Kai) der Kokusai Butokukai gegründet. Die Änderung des Logo wurde notwendig, um sich klar von der DNBK zu unterscheiden. Der Butokukai Canada wurde noch im gleichen Jahr von Joe Fournier im Einvernehmen mit den Großmeistern Jean Chalamon und Rod Sanford gegründet.

## Vertretung
Technischer Direktor
- Joe Fournier, Hanshi, 8. Dan

## Das Emblem
Der Rand symbolisiert die Tugenden der Kampfkünste und die Strahlen mit dem orangefarbenen Hintergrund stehen für die aufgehende Sonne.
Die Kalligrafie 忍 bedeutet "Geduld".